# 161P/Hartley-IRAS
La comète Hartley-IRAS, officiellement 161P/Hartley-IRAS, est une comète périodique du système solaire, découverte le 4 novembre 1983 par Malcolm Hartley et le programme IRAS.